# Typhlotanais proctagon
Typhlotanais proctagon is een naaldkreeftjessoort uit de familie van de Typhlotanaidae. De wetenschappelijke naam van de soort is voor het eerst geldig gepubliceerd in 1904 door Tattersall.